# Миксер фестивал
Миксер фестивал је годишња изложба која промовише дизајн, архитектуру, урбанизам, нове технологије, уметност, музику и комуникације у Србији, а одржава се у Београду. Основан је 2006. године од стране архитекте Маје Видаковић Лалић. Фестивал угошћује међународне и домаће стручњаке из области креативне индустрије. Поред предавања, такмичења и радионица, на фестивалу су присутне и изложбе, концерти, филмови и позоришне представе.

## Опште информације
Фестивал се одржава једном годишње у Београду, крајем маја или почетком јуна, и обично траје око 4 до 7 дана. Прво издање одржано је у силосу „Житомлина” на подручју Дорћола у Београду. Од тада се фестивал редовно одржавао у некада напуштеној индустријској зони Савамале, помажући ревитализацију београдског насеља, пре него што се 2017. године вратио на Дорћол.
Године фестивал је привукао 40.000 посетилаца, а 2017. години број је порастао на 75 000.
Мискер фестивал део је Миксер кровне организације која обухвата Миксер кућу, галерију и културни простор смештен у кварту Савамала. Кровна група обухвата и Студио реМикс, Миксер ТВ, Миксер Организацију, Миксалиште избеглички центар, Миксер Кафић и продавница Балкан дизајн. Миксер фестивал понекад координира и са другим догађајима. Године 2006. изложба Пројекта Ghost представљена је на Београдској недељи дизајна. Мултимедијска инсталација, Ghost project се прво усредсредила на локалне нереализоване пројекте индустријског дизајна, а од 2011. године прешла је у конкуренцију међународног дизајна.
Главна тема фестивала 2011. године била је промоција радионица, нових технологија и експериментисања, као и обележавање 20 година од распада Југославије. Позвани су на наступе музичари који су били популарни за време СФРЈ. Током фестивала 2011. године такође су наступили Грег Вилсон, Џон Тејада, Џејди Твич и Џејџи Виклс, са британске клубске сцене. Маја Лалић такође је покренула конкурс за младе балканске дизајнере у оквиру фестивала. Усмерени на домаће индустријске дизајнере, прво такмичење оцењивали су дизајнери Константин Грчић и Маја Видаковић Лалић. Победници су свој рад показали на дизајнерским догађајима као што су сајам намештаја у Милану и Бечка недеља дизајна.
У 2014. години фестивал Мискер се фокусирао на насеље Савамала, у намери да настави са ревитализацијом. Четрдесет урбаниста из целог света позвано је да разговарају о могућностима обнове. Аустријски кореограф Вилијам Дорнер извео је плесни рецитал с циљем да инспирише локалне становнике да заштите свој град. Тројица швајцарских уметника изложили су мултимедијалну инсталацију са видео снимцима Савамале и других градских насеља. Такође је одржана конференција и радионице са холандским дизајнером Реном Рамакерсом и британским архитектом Џеремијем Тилом.
Фестивал 2017. године концентрисао се на теме миграција, образовања у покрету, града и стварања културе. Теме су биле обрађене кроз дизајн, визуелну уметност, биоскоп и музику, као и серију предавања Мikser talks. Око 50 домаћих и међународних стручњака говорило је о планирању градова, архитектури, дизајну, друштвеним наукама, информационим технологијама и комуникацијама.
Представници Империјал колеџа из Лондона одржали су презентацију о одрживом урбанистичком планирању. Поред тога, фестивал је био домаћин базара са домаћим штандовима за одећу и храну, такође је позвао компанију Нордеус, која је организовала радионице за омладину у Србији. Концерт су, између осталих, имали музичари Александар Седлар Богоев, Марко Луис и Гудачки оркестар Лола Класик.  Током фестивала 2017. одржао се креативни камп намењен решавању социјалних проблема помоћу технологије.
- Атмосфера на Фестивалу